# Gens Valeria
Die gens Valeria (deutsch: Valerier) war ein römisches Geschlecht (gens) mit dem Gentilnamen Valerius, einer der ältesten Familien der Stadt (gentes maiores). Der Name war während der gesamten römischen Geschichte in Gebrauch.

## Identität
Das uralte patrizische Geschlecht soll unter dem König Titus Tatius eingewandert sein. Der Name, abgeleitet vom alten Individualnamen Valesus/Valerus (Variante entstanden durch Rhotazismus), lautete ursprünglich Valesios; 312 v. Chr. führte der Zensor Appius Claudius die neue Schreibung Valerius ein. Da der Name in der Antike (etymologisch korrekt) von valere (lateinisch stark sein) abgeleitet wurde, galt er besonders im militärischen Bereich als gutes Vorzeichen. Die literarische Überlieferung über die Geschichte der Familie, die durch den Annalisten Valerius Antias wahrscheinlich stark ausgeschmückt wurde, zeichnet das Bild einer – im Gegensatz zum sprichwörtlichen Hochmut der Claudier – „volksfreundlichen“ Haltung der ersten Valerier, wofür der sprechende Beiname Poblicola und die Einführung bzw. Erneuerung der Gesetze über die provocatio durch Valerier steht.
Der Palast der Valerier lag bis in die späte Kaiserzeit auf dem Caelius. Bezeugt wird das Ehrenrecht einer sella curulis im Circus Maximus, sowie seit alters her ein Haus und ein später nicht mehr benutzter Begräbnisplatz auf der Velia in Rom, den ein Familienmonument mit Ehreninschriften schmückte.

## Zweige der Gens
Die Familie teilte sich bereits im 5. Jahrhundert v. Chr. in die Maximi und die Poplicolae. Im 3. Jahrhundert v. Chr.  wurde der Beiname Poplicola durch Flaccus und Laevinus, Maximus durch Messal(l)a abgelöst. Den wichtigsten Zweig bildeten seither die Flacci, die seit Lucius Valerius Flaccus sechs Generationen von Konsuln stellten. Die Linie der Messalae setzte sich bis weit ins 1. Jahrhundert fort.
Auch ein spätantiker Konsul, Lucius Aradius Valerius Proculus (340), galt als Nachkomme der republikanischen Valerier.
Plebejische Zweige der Familie waren die Tappones und die Triarii.

### Poplicolae
- Publius Valerius Poplicola, Konsul 509, 508, 507 und 504 v. Chr.
- Publius Valerius Poplicola († 460 v. Chr.), römischer Konsul 475 v. Chr. und 460 v. Chr.
- Lucius Valerius Poplicola Potitus, römischer Konsul 449 v. Chr.
- Lucius Valerius Poplicola, Konsulartribun 394, 389, 387, 383 und 380 v. Chr.
- Publius Valerius Potitus Poplicola, Konsulartribun 386, 384, 380, 377, 370 und 367 v. Chr.
- Marcus Valerius Poplicola, Konsul 355 und 353 v. Chr.
- Publius Valerius Poplicola, 352 v. Chr.
- Lucius Valerius Poplicola Balbinus Maximus, römischer Konsul 253
- Quintus Porcius Potitus, römischer Offizier (Kaiserzeit)

### Volusi und Potiti
- Marcus Valerius (Volusus?), Konsul 505 v. Chr.
- Lucius Valerius Potitus, Konsul 483 und 470 v. Chr.
- Lucius Valerius Poplicola Potitus, Konsul 449 v. Chr.
- Gaius Valerius Potitus Volusus, Konsulartribun 415 v. Chr.; Konsul 410 v. Chr.
- Lucius Valerius Potitus, Konsulartribun 414, 406, 403, 401, 398 v. Chr.; Konsul 393 und 392 v. Chr.
- Gaius Valerius Potitus, römischer Konsul 331 v. Chr.
- Publius Valerius Potitus Poplicola, Konsulartribun 386, 384, 380, 377, 370, und 267  v. Chr.

### Maximi
- Manius Valerius Maximus Corvinus Messalla, Konsul 263 v. Chr.
- Marcus Valerius Maximus Lactuca, römischer Konsul 456 v. Chr.
- Marcus Valerius Maximus Corvinus, Konsul 312 und 289 v. Chr.; Zensor 307 v. Chr.
- Marcus Valerius Maximus (Potitus?), Konsul 286 v. Chr.
- Valerius Maximus, Geschichtsschreiber, 1. Jahrhundert.
- Lucius Valerius Maximus ... Acilius Priscilianus, Konsul 233 und 256.
- Lucius Valerius Poplicola Balbinus Maximus, Konsul 253.

### Laevini
- Publius Valerius Laevinus, Konsul 280 v. Chr.
- Marcus Valerius Laevinus, Suffektkonsul 220 v. Chr., Konsul 210 v. Chr.
- Gaius Valerius Laevinus, Suffektkonsul 176 v. Chr.

### Faltones
- Quintus Valerius Falto, Konsul 239 v. Chr.
- Publius Valerius Falto, Konsul 238 v. Chr.
- Marcus Valerius Falto, Prätor 201 v. Chr.

### Flacci
- Publius Valerius Flaccus, Konsul 227 v. Chr.
- Gaius Valerius Flaccus (Prätor 183 v. Chr.), Prätor 183 v. Chr.
- Gaius Valerius Flaccus (Konsul 93 v. Chr.), Konsul 93 v. Chr.
- Lucius Valerius Flaccus (Konsul 261 v. Chr.), römischer Politiker
- Lucius Valerius Flaccus (Konsul 195 v. Chr.) († 180 v. Chr.), römischer Politiker
- Lucius Valerius Flaccus (Konsul 152 v. Chr.) († 152 v. Chr.), römischer Politiker
- Lucius Valerius Flaccus (Konsul 131 v. Chr.), römischer Politiker
- Lucius Valerius Flaccus (Konsul 100 v. Chr.) († zwischen 73 v. Chr. und 69 v. Chr.), römischer Politiker
- Lucius Valerius Flaccus (Suffektkonsul 86 v. Chr.) († 85 v. Chr.), römischer Politiker
- Lucius Valerius Flaccus (Prätor 63 v. Chr.) († nach 56 v. Chr.), römischer Politiker
- Lucius Valerius Flaccus (Suffektkonsul 128), römischer Politiker
- Gaius Valerius Flaccus, Dichter 1. Jahrhundert.

### Messallae
- Manius Valerius Maximus Messalla, Konsul 263 v. Chr.
- Marcus Valerius Messalla (Konsul 226 v. Chr.), Konsul 226 v. Chr.
- Marcus Valerius Messalla (Konsul 188 v. Chr.), römischer Konsul 188 v. Chr.
- Marcus Valerius Messalla (Konsul 161 v. Chr.), römischer Konsul 161 v. Chr.
- Valerius Aedituus, Dichter um 100 v. Chr.
- Marcus Valerius Messalla Niger, Konsul 61 v. Chr.
- Marcus Valerius Messalla Rufus, Konsul 53 v. Chr.
- Marcus Valerius Messalla Corvinus, Konsul 31 v. Chr.
- Potitus Valerius Messalla, Konsul 29 v. Chr.
- Marcus Valerius Messala Barbatus, Vater der Valeria Messalina
- Marcus Valerius Messalla Appianus, Konsul 12 v. Chr.
- Marcus Valerius Messalla Messallinus, Konsul 3 v. Chr.
- Lucius Valerius Messalla Volesus, Konsul 5
- Marcus Valerius Messalla Messallinus, Konsul 20
- Marcus Valerius Messalla Corvinus (Konsul 58), Konsul 58 n. Chr.
- Lucius Valerius Messalla Thrasea Priscus, Konsul 196
- Lucius Valerius Messalla, Konsul 214

### Andere
- Marcus Valerius Lactuca Maximus, römischer Konsul 437 v. Chr.
- Marcus Valerius Lactucinus Maximus, römischer Konsulartribun 398 v. Chr.
- Marcus Valerius Corvus, Konsul 348, 346, 343, 335, 300 und 299 v. Chr., Diktator 342 und 301 v. Chr.
- Lucius Aradius Valerius Proculus, römischer Politiker und Konsul (340)
- Valerius Antias, Chronist 1. Jahrhundert v. Chr.
- Quintus Valerius Soranus, Volkstribun 82 v. Chr.
- Publius Valerius Cato, Gelehrter, Dichter 1. Jahrhundert v. Chr.
- Decimus Valerius Asiaticus, Suffektkonsul 35 und Konsul 46
- Marcus Valerius Martialis (Martial), Dichter 1. Jahrhundert
- Gaius Valerius Festus, Suffektkonsul 71
- Gaius Valerius Florinus, römischer Offizier (Kaiserzeit)
- Gaius Valerius Paullinus, römischer Suffektkonsul 107
- Gaius Valerius Severus, römischer Konsul 124
- Decimus Valerius Asiaticus Saturninus, römischer Suffektkonsul 94 und Konsul 125
- Lucius Valerius Licinianus, Anwalt 1. Jahrhundert
- Valerius Probus, Grammatiker 1. Jahrhundert
- Sextus Quintilius Valerius Maximus (2. Jahrhundert), römischer Konsul
- Marcus Valerius Bradua Mauricus, Konsul 191
- Gaius Valerius Gracilis, römischer Offizier (Kaiserzeit)
- Lucius Valerius Proculus, römischer Politiker und Militär
- Gaius Valerius Pudens, römischer Konsul und Senator
- Publius Valerius Comazon, Konsul 220
- Gaius Aurelius Valerius Diocletianus (Diokletian), Kaiser
- Marcus Aurelius Valerius Maximianus (Maximian), Kaiser
- Gaius Galerius Valerius Maximianus (Galerius), Kaiser
- Flavius Valerius Constantinus (Constantius Chlorus), Kaiser
- Flavius Valerius Severus, Kaiser 306–307
- Marcus Aurelius Valerius Maxentius (Maxentius), Kaiser 306–312
- Valerius Romulus, Sohn des Vorigen; Konsul 308 und 309
- Flavius Iulius Valerius Crispus (Crispus), Unterkaiser
- Flavius Valerius Licinianus Licinius (Licinius), Kaiser
- Flavius Valerius Constantinus (Konstantin I.), Kaiser
- Galerius Valerius Maximinus (Maximinus Daia), Kaiser
- Valerius Severus (Stadtpräfekt), römischer Beamter, praefectus urbis Romae im Jahr 382
- Iulius Valerius Alexander Polemius, spätantiker Gelehrter (4. Jahrhundert)
- Iulius Valerius Polemius, spätantiker Übersetzer
- Iulius Valerius Maiorianus (Majorian), Kaiser 457–461
- Flavius Valerius Leo, Kaiser 457–474
- Marcus Valerius Iunianus, Konsul 143
- Valerius Faltonius Adelfius, Konsul 451

Zur Familie gehört auch Valeria Messalina (* vor 20 n. Chr.; † 48 n. Chr.), die dritte Frau des Kaisers Claudius.